# Stibor II. ze Stibořic
Stibor II. ze Stibořic (též Stibor ze Stibořic mladší, polsky Ścibor Ściborowic, slovensky Stibor zo Stiboríc mladší 1380? – 1434) byl uherský šlechtic polského původu. Byl synem slavného uherského magnáta Stibora ze Stibořic, blízkého druha císaře Zikmunda.

## Život
Přesné datum jeho narození není známo, uvádí se rok 1379, jiné zdroje udávají dobu po roce 1388.
V mládí studoval na Pražské univerzitě, kde získal roku 1400 titul bakaláře. Po smrti svého otce Stibora staršího v roce 1414 byl jmenován trenčínským županem a tuto funkci vykonával po dobu pěti let. V letech 1422 až 1424 byl županem v Nitře a hned poté byl jmenován županem maramurešským. Patrně od téhož roku zastával funkci velitele Povážského kapitanátu. V roce 1428 uskutečnil pouť do Svaté země. Po následující dva roky vykonával opět funkci župana trenčínského a nitranského a navíc tekovského. Byl členem Dračího řádu.
Významnou částí Stiborova života vyplnily boje proti husitům, nejspíše se zúčastnil druhé křížové výpravy a v následných bojích na Moravě mu Zikmund svěřil některé hrady (Veselí, Bzenec, Blatničku a Buchlov). Skutečnost, že se král Albrecht II. Habsburský oženil se Zikmundovou dcerou Alžbětou a v roce 1423 se stal moravským markrabětem, umožnila Stiborovi budovat trvalé panství na Moravě. Rodový majetek rozšířil o panství Buchlov, Veselí, Ostroh, Hodonín a Bzenec a na uherské straně o Skalici. 
Ve funkci kapitána Váhu čelil několikrát spanilým jízdám husitů, poprvé v roce 1428. Jeho největším úspěchem bylo vítězství v bitvě u Trnavy v roce 1430. Přesto byly husitské výpady stále úspěšnější a Uhersko ztratilo několik hradů, a to i Stiborovu Skalici (1431). V důsledku toho přišel i o Zikmundovu přízeň a téhož roku sepsal závěť, ve které věnoval obec Andovce augustiniánskému klášteru v Nitře. Mimo ni a výše uvedená panství se v ní uvádí, že vlastní Oravský hrad a přilehlé zboží a též tři vesnice v Německu.

## Smrt
Po smrti Stibora mladšího v roce 1434 skončilo období prosperity rodu Stibořiců v Uhrách. Zikmund zrušil Stiborovu závěť a jeho dědicům odebral majetky získané za několik posledních desítek let. Hlavním důvodem ke zrušení závěti byly výpady určeného dědice Mikuláše Szarlejského, synovce Stibora ze Stibořic, do Uher a na Moravu. Tím podporoval husity, kteří chtěli českým králem zvolit Jagellonce. Předání velkého majetku v Horních Uhrách (celé obranné linie severních Uher) Szarlejskému, jenž se o něj hlásil, nepřicházelo v úvahu. Podle uherského práva obdržela Stiborova dcera Kateřina v hotovosti čtvrtinu dědictví, z něhož byly vyňaty hrady Beckov, Košeca, Modra a Skalica. Podle Stiborova záměru se Kateřina měla vdát za Přemysla Těšínského, ale jejím manželem se stal Pavel Bánffy, jenž obdržel od císaře Zikmunda hrad Beckov. Tak se Kateřina vrátila do svého rodiště. Beckov zůstal v držení rodu Bánffyů až do jeho vymření.
Náhrobek Stibora mladšího z červeného mramoru je v současné době v Historickém muzeu na budínském hradě.